# Udanoceratops tschizhovi
L'udanoceratopo ("faccia cornuta dell'Udan") era un dinosauro vissuto in Mongolia durante il Cretaceo.

## Una mascella robusta

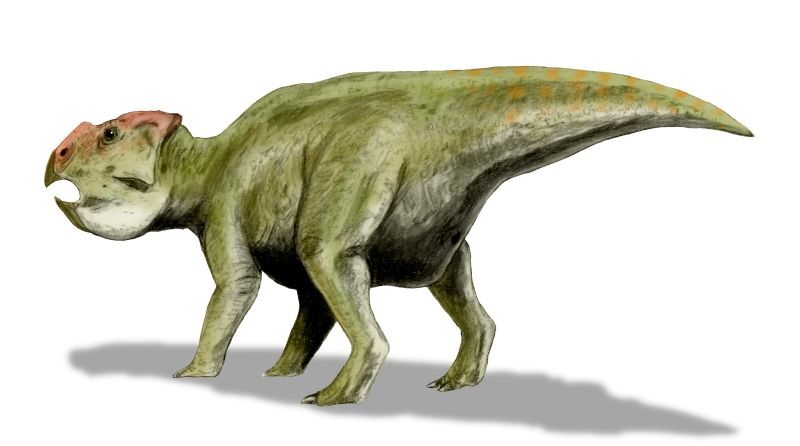
Ricostruzione di Udanoceratops

Parente asiatico del più noto Leptoceratops, l'Udanoceratops era facilmente riconoscibile per particolare della sua testa: una robustissima mascella che era grande quanto il cranio stesso dell'animale, lungo 60 cm; probabilmente veniva usata per proteggere la gola dai morsi dei carnivori.

## Classificazione
Lontano parente di giganti come il Torosaurus ed il Triceratops, questo dinosauro è stato subito riconosciuto come membro dei Leptoceratopsidi, imparentato con gli americani Leptoceratops, Montanoceratops e Prenoceratops.